# The Very Best of The Smiths
The Very Best of The Smiths è un album raccolta della band inglese The Smiths.
Pubblicato il 4 giugno 2001 dalla WEA, il disco raggiunse la posizione numero 30 nella Official Albums Chart.

## Realizzazione
Dopo che la precedente raccolta Singles era andata completamente esaurita in Europa, Australia e Taiwan, la WEA decide di continuare a raschiare il fondo del barile con un'altra compilation che, in sostanza, ricalca le precedenti uscite con la sola aggiunta di cinque tracce e con l'incentivo di una rimasterizzazione digitale del materiale.
The Very Best of The Smiths venne pubblicato senza il consenso della band, provocando la presa di distanza soprattutto di Morrissey e Marr che incitarono i fan al boicottaggio, involontariamente appoggiati anche dalla stampa musicale britannica che descrisse l'operazione come mera iniziativa di marketing musicale.

## Copertina
La copertina ritrae l'attore inglese Charles Hawtrey in uno scatto di scena da uno dei film della serie Carry On. La band non ebbe voce in capitolo neanche per la copertina del disco, successivamente descritta dal magazine Mojo come "approssimazione pubblicitaria di una cover degli Smiths".

## Tracce
1. Panic – 2:20
2. The Boy with the Thorn in His Side (single version) – 3:17
3. Heaven Knows I'm Miserable Now – 3:35
4. Ask (single version)* – 3:09
5. Bigmouth Strikes Again – 3:13
6. How Soon Is Now? (album version) – 6:45
7. This Charming Man – 2:42
8. What Difference Does It Make? – 3:51
9. William, It Was Really Nothing – 2:12
10. Some Girls Are Bigger Than Others – 3:17
11. Girlfriend in a Coma – 2:02
12. Hand in Glove (album version) – 3:24
13. There Is a Light That Never Goes Out – 4:04
14. Please, Please, Please Let Me Get What I Want – 1:53
15. That Joke Isn't Funny Anymore (album version) – 4:59
16. I Know It's Over – 5:49
17. Sheila Take a Bow – 2:41
18. I Started Something I Couldn't Finish – 3:47
19. Still Ill – 3:22
20. Shakespeare's Sister – 2:09
21. Shoplifters of the World Unite – 2:58
22. Last Night I Dreamt That Somebody Loved Me (single version) – 3:10
23. Stop Me If You Think You've Heard This One Before – 3:33

Tutti i brani sono composti da Morrissey/Marr.

## Formazione
- Morrissey - voce
- Johnny Marr - chitarra
- Andy Rourke - basso
- Mike Joyce - batteria

## Musicisti
- Craig Gannon - chitarra ritmica su Ask e Panic
- Kirsty MacColl – seconda voce su Ask
- John Porter – slide guitar su Sheila Take a Bow
- Stephen Street – drum machine su I Started Something I Couldn't Finish e su Girlfriend in a Coma